# Sezonul de Formula 1 din 2003
Campionatul Mondial de Formula 1 din 2003 a fost cel de-al 57-lea sezon al curselor auto pentru mașinile de Formula 1, recunoscut de organismul de conducere al sportului internațional, Federația Internațională de Automobilism, ca fiind competiția de cea mai înaltă clasă pentru mașinile de curse. A inclus cea de-a 54-a ediție a Campionatului Mondial al Piloților, și a 46-a ediție a Campionatului Mondial al Constructorilor. Sezonul a fost disputat pe parcursul a șaisprezece curse, începând în Australia pe 9 martie și terminându-se în Japonia pe 12 octombrie. Michael Schumacher a ieșit campionul la piloți pentru al patrulea an la rând, iar Ferrari campioana la constructori.
Sezonul 2003 a văzut introducerea unor noi reglementări menite să crească entuziasmul în F1 și să ajute la atenuarea dificultăților financiare ale echipelor mai mici. Calificarea într-un singur tur a fost introdusă ca o modalitate pentru echipele mai mici de a obține mai multă expunere la televizor. Numai un singur tip de anvelopă pentru vreme umedă a fost permis pe utilizarea în cursele pe vreme umedă. Sistemul de punctaj, atât pentru titlurile Constructorilor, cât și pentru Piloți, a fost modificat de la 10–6–4–3–2–1 pentru primii șase piloți care au terminat în fiecare cursă, la 10–8–6–5–4–3–2–1 pentru primii opt clasați, în încercarea de a face competiția pentru titlu mai strânsă.
În timp ce Michael Schumacher de la Ferrari câștigase campionatul din 2002 cu 67 de puncte diferență față de coechipierul său, Rubens Barrichello, sezonul 2003 a fost mult mai strâns. Pentru o mare parte a sezonului 2003, mai mulți piloți de la mai multe echipe au avut șanse matematice să câștige campionatul mondial. Opt piloți diferiți au câștigat un Mare Premiu, printre care trei câștigători care au obținut prima lor victorie în Formula 1. Kimi Räikkönen de la McLaren-Mercedes și Juan Pablo Montoya, la BMW Williams, ambii au avut șansa de a câștiga campionatul din 2003 până la sfârșitul sezonului, cu Räikkönen încă în disputa matematică la cursa finală, Marele Premiu al Japoniei. Räikkönen a pierdut campionatul în fața lui Schumacher cu două puncte, deși a câștigat o singură cursă față de șase ale lui Schumacher. A fost al șaselea titlu mondial la piloți al lui Schumacher, doborând recordul de 46 de ani al lui Juan Manuel Fangio de cinci titluri mondiale. Apărarea titlului la constructori de către Ferrari a fost contestată pe tot parcursul anului de Williams și McLaren, unul dintre puținele sezoane în care au existat trei echipe în frunte dar, în cele din urmă, Ferrari a ieșit învingătoare încă o dată și echipa a câștigat al cincilea titlu consecutiv.

## Piloții și echipele înscrise în campionat
Piloții și echipele următoare au fost incluse în sezonul din 2003 al campionatului.
| Imagine          | Concurent                   | Constructor | Motor†                          | Șasiu           | Pneu | Piloți | Piloți                | Piloți      |
| ---------------- | --------------------------- | ----------- | ------------------------------- | --------------- | ---- | ------ | --------------------- | ----------- |
| Imagine          | Concurent                   | Constructor | Motor†                          | Șasiu           | Pneu | Nr.    | Numele pilotului      | Etape       |
| Ferrari F2003-GA | Scuderia Ferrari Marlboro   | Ferrari     | Ferrari 051B Ferrari 052        | F2002B F2003-GA | B    | 1      | Michael Schumacher    | Toate       |
| Ferrari F2003-GA | Scuderia Ferrari Marlboro   | Ferrari     | Ferrari 051B Ferrari 052        | F2002B F2003-GA | B    | 2      | Rubens Barrichello    | Toate       |
| Williams FW25    | BMW WilliamsF1 Team         | Williams    | BMW P83                         | FW25            | M    | 3      | Juan Pablo Montoya    | Toate       |
| Williams FW25    | BMW WilliamsF1 Team         | Williams    | BMW P83                         | FW25            | M    | 4      | Ralf Schumacher       | Toate       |
| Williams FW25    | BMW WilliamsF1 Team         | Williams    | BMW P83                         | FW25            | M    | 4      | Marc Gené             | 14          |
| McLaren MP4-17D  | West McLaren Mercedes       | McLaren     | Mercedes FO110M Mercedes FO110P | MP4-17D         | M    | 5      | David Coulthard       | Toate       |
| McLaren MP4-17D  | West McLaren Mercedes       | McLaren     | Mercedes FO110M Mercedes FO110P | MP4-17D         | M    | 6      | Kimi Räikkönen        | Toate       |
| Renault R23      | Mild Seven Renault F1 Team  | Renault     | Renault RS23                    | R23 R23B        | M    | 7      | Jarno Trulli          | Toate       |
| Renault R23      | Mild Seven Renault F1 Team  | Renault     | Renault RS23                    | R23 R23B        | M    | 8      | Fernando Alonso       | Toate       |
| Sauber C22       | Sauber Petronas             | Sauber      | Petronas 03A                    | C22             | B    | 9      | Nick Heidfeld         | Toate       |
| Sauber C22       | Sauber Petronas             | Sauber      | Petronas 03A                    | C22             | B    | 10     | Heinz-Harald Frentzen | Toate       |
| Jordan EJ13      | Benson & Hedges Jordan Ford | Jordan      | Ford RS1                        | EJ13            | B    | 11     | Giancarlo Fisichella  | Toate       |
| Jordan EJ13      | Benson & Hedges Jordan Ford | Jordan      | Ford RS1                        | EJ13            | B    | 12     | Ralph Firman          | 1–13, 15–16 |
| Jordan EJ13      | Benson & Hedges Jordan Ford | Jordan      | Ford RS1                        | EJ13            | B    | 12     | Zsolt Baumgartner     | 13–14       |
| Jaguar R4        | HSBC Jaguar Racing          | Jaguar      | Cosworth CR-5                   | R4              | M    | 14     | Mark Webber           | Toate       |
| Jaguar R4        | HSBC Jaguar Racing          | Jaguar      | Cosworth CR-5                   | R4              | M    | 15     | Antônio Pizzonia      | 1–11        |
| Jaguar R4        | HSBC Jaguar Racing          | Jaguar      | Cosworth CR-5                   | R4              | M    | 15     | Justin Wilson         | 12–16       |
| BAR 005          | Lucky Strike BAR Honda      | BAR         | Honda RA003E                    | 005             | B    | 16     | Jacques Villeneuve    | 1–15        |
| BAR 005          | Lucky Strike BAR Honda      | BAR         | Honda RA003E                    | 005             | B    | 16     | Takuma Sato           | 16          |
| BAR 005          | Lucky Strike BAR Honda      | BAR         | Honda RA003E                    | 005             | B    | 17     | Jenson Button         | Toate       |
| Minardi PS03     | Minardi Cosworth            | Minardi     | Cosworth CR-3                   | PS03            | B    | 18     | Justin Wilson         | 1–11        |
| Minardi PS03     | Minardi Cosworth            | Minardi     | Cosworth CR-3                   | PS03            | B    | 18     | Nicolas Kiesa         | 12–16       |
| Minardi PS03     | Minardi Cosworth            | Minardi     | Cosworth CR-3                   | PS03            | B    | 19     | Jos Verstappen        | Toate       |
| Toyota TF103     | Panasonic Toyota Racing     | Toyota      | Toyota RVX-03                   | TF103           | M    | 20     | Olivier Panis         | Toate       |
| Toyota TF103     | Panasonic Toyota Racing     | Toyota      | Toyota RVX-03                   | TF103           | M    | 21     | Cristiano da Matta    | Toate       |

† Toate motoarele trebuiau să aibă zece cilindri și o capacitate a motorului care să nu depășească 3000 cmc, și toate aveau configurația V10.

## Calendar

Națiunile care au găzduit curse de Formula 1 în 2003 sunt arătate în verde. Națiunile care au găzduit curse de Formula 1 în trecut sunt arătate în gri închis

Marele Premiu al Belgiei a fost scos din calendarul din 2003 din cauza legilor țării privind tutunul; mai multe echipe (Ferrari, McLaren, Renault, BAR și Jordan) au încălcat aceste legi din cauza sponsorizării lor de atunci și a anumitor clauze din contractele lor. Acest lucru a fost corectat ulterior și Formulei 1 i s-a permis să se întoarcă la Spa-Francorchamps în 2004.
| 1.                                     | 2.                                        | 3.                                                     | 4.                                                 |
| -------------------------------------- | ----------------------------------------- | ------------------------------------------------------ | -------------------------------------------------- |
| Marele Premiu al Australiei 7-9 martie | Marele Premiu al Malaysiei 21-23 martie   | Marele Premiu al Braziliei 4-6 aprilie                 | Marele Premiu al statului San Marino 18-20 aprilie |
| Albert Park (S)                        | Sepang (P)                                | Interlagos (P)                                         | Imola (P)                                          |
| 5.                                     | 6.                                        | 7.                                                     | 8.                                                 |
| Marele Premiu al Spaniei 2-4 mai       | Marele Premiu al Austriei 16-18 mai       | Marele Premiu al Principatului Monaco 29, 31 mai-1 iun | Marele Premiu al Canadei 13-15 iunie               |
| Catalunya (P)                          | A1-Ring (P)                               | Monaco (S)                                             | Gilles Villeneuve (S)                              |
| 9.                                     | 10.                                       | 11.                                                    | 12.                                                |
| Marele Premiu al Europei 27-29 iunie   | Marele Premiu al Franței 4-6 iulie        | Marele Premiu al Marii Britanii 18-20 iulie            | Marele Premiu al Germaniei 1-3 august              |
| Nürburgring (P)                        | Magny-Cours (P)                           | Silverstone (P)                                        | Hockenheimring (P)                                 |
| 13.                                    | 14.                                       | 15.                                                    | 16.                                                |
| Marele Premiu al Ungariei 22-24 august | Marele Premiu al Italiei 12-14 septembrie | Marele Premiu al Statelor Unite 26-28 septembrie       | Marele Premiu al Japoniei 10-12 octombrie          |
| Hungaroring (P)                        | Monza (P)                                 | Indianapolis (P)                                       | Suzuka (P)                                         |
| (P) - pistă; (S) - stradă.             |                                           |                                                        |                                                    |

## Rezultate și clasamente

### Marile Premii
| Etapa | Mare Premiu                | Pole position      | Cel mai rapid tur  | Pilotul câștigător   | Constructorul câștigător | Pneu | Raport | Lider | Lider |
| Etapa | Mare Premiu                | Pole position      | Cel mai rapid tur  | Pilotul câștigător   | Constructorul câștigător | Pneu | Raport | Pilot | Dif.  |
| ----- | -------------------------- | ------------------ | ------------------ | -------------------- | ------------------------ | ---- | ------ | ----- | ----- |
| 1     | MP al Australiei           | Michael Schumacher | Kimi Räikkönen     | David Coulthard      | McLaren-Mercedes         | M    | Raport | COU   | 2     |
| 2     | MP al Malaysiei            | Fernando Alonso    | Michael Schumacher | Kimi Räikkönen       | McLaren-Mercedes         | M    | Raport | RAI   | 6     |
| 3     | MP al Braziliei            | Rubens Barrichello | Rubens Barrichello | Giancarlo Fisichella | Jordan-Ford              | B    | Raport | RAI   | 9     |
| 4     | MP al statului San Marino  | Michael Schumacher | Michael Schumacher | Michael Schumacher   | Ferrari                  | B    | Raport | RAI   | 13    |
| 5     | MP al Spaniei              | Michael Schumacher | Rubens Barrichello | Michael Schumacher   | Ferrari                  | B    | Raport | RAI   | 4     |
| 6     | MP al Austriei             | Michael Schumacher | Michael Schumacher | Michael Schumacher   | Ferrari                  | B    | Raport | RAI   | 2     |
| 7     | MP al Principatului Monaco | Ralf Schumacher    | Kimi Räikkönen     | Juan Pablo Montoya   | Williams-BMW             | M    | Raport | RAI   | 4     |
| 8     | MP al Canadei              | Ralf Schumacher    | Fernando Alonso    | Michael Schumacher   | Ferrari                  | B    | Raport | MSC   | 3     |
| 9     | MP al Europei              | Kimi Räikkönen     | Kimi Räikkönen     | Ralf Schumacher      | Williams-BMW             | M    | Raport | MSC   | 7     |
| 10    | MP al Franței              | Ralf Schumacher    | Juan Pablo Montoya | Ralf Schumacher      | Williams-BMW             | M    | Raport | MSC   | 8     |
| 11    | MP al Marii Britanii       | Rubens Barrichello | Rubens Barrichello | Rubens Barrichello   | Ferrari                  | B    | Raport | MSC   | 7     |
| 12    | MP al Germaniei            | Juan Pablo Montoya | Juan Pablo Montoya | Juan Pablo Montoya   | Williams-BMW             | M    | Raport | MSC   | 6     |
| 13    | MP al Ungariei             | Fernando Alonso    | Juan Pablo Montoya | Fernando Alonso      | Renault                  | M    | Raport | MSC   | 1     |
| 14    | MP al Italiei              | Michael Schumacher | Michael Schumacher | Michael Schumacher   | Ferrari                  | B    | Raport | MSC   | 3     |
| 15    | MP al Statelor Unite       | Kimi Räikkönen     | Michael Schumacher | Michael Schumacher   | Ferrari                  | B    | Raport | MSC   | 9     |
| 16    | MP al Japoniei             | Rubens Barrichello | Ralf Schumacher    | Rubens Barrichello   | Ferrari                  | B    | Raport | MSC   | 2     |

### Sistemul de punctaj
Punctele sunt acordate primilor opt piloți care au terminat în fiecare cursă, folosind următoarea structură:
| Loc    | 1  | 2 | 3 | 4 | 5 | 6 | 7 | 8 |
| Puncte | 10 | 8 | 6 | 5 | 4 | 3 | 2 | 1 |

Pentru a obține toate punctele, câștigătorul cursei trebuie să termine cel puțin 75% din distanța programată. Jumătate de puncte sunt acordate dacă câștigătorul cursei termină mai puțin de 75% din distanță, cu condiția terminării a cel puțin două tururi complete. În cazul de egalitate la încheierea campionatului, se folosește un sistem de numărătoare, cel mai bun rezultat fiind folosit pentru a decide clasamentul final.
Note
- ^1 - În cazul în care nu sunt încheiate două tururi complete, nu se acordă nici un punct și cursa este abandonată.
- ^2 - În cazul în care doi sau mai mulți piloți realizează același cel mai bun rezultat de un număr egal de ori, se va folosi următorul cel mai bun rezultat. Dacă doi sau mai mulți piloți vor avea un număr egal de rezultate de un număr egal de ori, FIA va nominaliza câștigătorul conform unor criterii pe care le va considera potrivite.

### Clasament Campionatul Mondial al Piloților
| Poz. | Pilot                 | AUS | MAL | BRA   | SMR  | ESP | AUT  | MON | CAN | EUR   | FRA | GBR  | GER  | HUN | ITA  | USA | JPN | Puncte |
| ---- | --------------------- | --- | --- | ----- | ---- | --- | ---- | --- | --- | ----- | --- | ---- | ---- | --- | ---- | --- | --- | ------ |
| 1    | Michael Schumacher    | 4P  | 6R  | Ab    | 1P R | 1P  | 1P R | 3   | 1   | 5     | 3   | 4    | 7    | 8   | 1P R | 1R  | 8   | 93     |
| 2    | Kimi Räikkönen        | 3R  | 1   | 2     | 2    | Ab  | 2    | 2R  | 6   | AbP R | 4   | 3    | Ab   | 2   | 4    | 2P  | 2   | 91     |
| 3    | Juan Pablo Montoya    | 2   | 12  | Ab    | 7    | 4   | Ab   | 1   | 3   | 2     | 2R  | 2    | 1P R | 3R  | 2    | 6   | Ab  | 82     |
| 4    | Rubens Barrichello    | Ab  | 2   | AbP R | 3    | 3R  | 3    | 8   | 5   | 3     | 7   | 1P R | Ab   | Ab  | 3    | Ab  | 1P  | 65     |
| 5    | Ralf Schumacher       | 8   | 4   | 7     | 4    | 5   | 6    | 4P  | 2P  | 1     | 1P  | 9    | Ab   | 4   | NS   | Ab  | 12R | 58     |
| 6    | Fernando Alonso       | 7   | 3P  | 3     | 6    | 2   | Ab   | 5   | 4R  | 4     | Ab  | Ab   | 4    | 1P  | 8    | Ab  | Ab  | 55     |
| 7    | David Coulthard       | 1   | Ab  | 4     | 5    | Ab  | 5    | 7   | Ab  | 15*   | 5   | 5    | 2    | 5   | Ab   | Ab  | 3   | 51     |
| 8    | Jarno Trulli          | 5   | 5   | 8     | 13   | Ab  | 8    | 6   | Ab  | Ab    | Ab  | 6    | 3    | 7   | Ab   | 4   | 5   | 33     |
| 9    | Jenson Button         | 10  | 7   | Ab    | 8    | 9   | 4    | NS  | Ab  | 7     | Ab  | 8    | 8    | 10  | Ab   | Ab  | 4   | 17     |
| 10   | Mark Webber           | Ab  | Ab  | 9*    | Ab   | 7   | 7    | Ab  | 7   | 6     | 6   | 14   | 11*  | 6   | 7    | Ab  | 11  | 17     |
| 11   | Heinz-Harald Frentzen | 6   | 9   | 5     | 11   | Ab  | NS   | Ab  | Ab  | 9     | 12  | 12   | Ab   | Ab  | 13*  | 3   | Ab  | 13     |
| 12   | Giancarlo Fisichella  | 12* | Ab  | 1     | 15*  | Ab  | Ab   | 10  | Ab  | 12    | Ab  | Ab   | 13*  | Ab  | 10   | 7   | Ab  | 12     |
| 13   | Cristiano da Matta    | Ab  | 11  | 10    | 12   | 6   | 10   | 9   | 11* | Ab    | 11  | 7    | 6    | 11  | Ab   | 9   | 7   | 10     |
| 14   | Nick Heidfeld         | Ab  | 8   | Ab    | 10   | 10  | Ab   | 11  | Ab  | 8     | 13  | 17   | 10   | 9   | 9    | 5   | 9   | 6      |
| 15   | Olivier Panis         | Ab  | Ab  | Ab    | 9    | Ab  | Ab   | 13  | 8   | Ab    | 8   | 11   | 5    | Ab  | Ab   | Ab  | 10  | 6      |
| 16   | Jacques Villeneuve    | 9   | NS  | 6     | Ab   | Ab  | 12   | Ab  | Ab  | Ab    | 9   | 10   | 9    | Ab  | 6    | Ab  |     | 6      |
| 17   | Marc Gené             |     |     |       |      |     |      |     |     |       |     |      |      |     | 5    |     |     | 4      |
| 18   | Takuma Sato           |     |     |       |      |     |      |     |     |       |     |      |      |     |      |     | 6   | 3      |
| 19   | Ralph Firman          | Ab  | 10  | Ab    | Ab   | 8   | 11   | 12  | Ab  | 11    | 15  | 13   | Ab   | NS  |      | Ab  | 14  | 1      |
| 20   | Justin Wilson         | Ab  | Ab  | Ab    | Ab   | 11  | 13   | Ab  | Ab  | 13    | 14  | 16   | Ab   | Ab  | Ab   | 8   | 13  | 1      |
| 21   | Antônio Pizzonia      | 13* | Ab  | Ab    | 14   | Ab  | 9    | Ab  | 10* | 10    | 10  | Ab   |      |     |      |     |     | 0      |
| 22   | Jos Verstappen        | 11  | 13  | Ab    | Ab   | 12  | Ab   | Ab  | 9   | 14    | 16  | 15   | Ab   | 12  | Ab   | 10  | 15  | 0      |
| 23   | Nicolas Kiesa         |     |     |       |      |     |      |     |     |       |     |      | 12   | 13  | 12   | 11  | 16  | 0      |
| 24   | Zsolt Baumgartner     |     |     |       |      |     |      |     |     |       |     |      |      | Ab  | 11   |     |     | 0      |
| Poz. | Pilot                 | AUS | MAL | BRA   | SMR  | ESP | AUT  | MON | CAN | EUR   | FRA | GBR  | GER  | HUN | ITA  | USA | JPN | Puncte |

| Legendă      | Legendă                                                |
| Culoare      | Rezultat                                               |
| ------------ | ------------------------------------------------------ |
| Auriu        | Câștigător                                             |
| Argintiu     | Locul 2                                                |
| Bronz        | Locul 3                                                |
| Verde        | Alte locuri care punctează                             |
| Albastru     | Alte locuri                                            |
| Albastru     | Nu s-a clasat, dar a terminat cursa (NC)               |
| Purpuriu     | A abandonat cursa (Ab)                                 |
| Negru        | Descalificat (DSC)                                     |
| Alb          | Nu a luat startul (NS)                                 |
| Roșu         | Nu s-a calificat (NSC)                                 |
| Fără culoare | Retras înainte de calificări (Ret)                     |
| Fără culoare | Exclus (EX)                                            |
| Fără culoare | Nu a participat (celulă goală)                         |
| Adnotare     | Însemnătate                                            |
| P            | Pole position                                          |
| R            | Cel mai rapid tur                                      |
| *            | Nu a terminat, dar a parcurs mai mult de 90% din cursă |

### Clasament Campionatul Mondial al Constructorilor
| Poz. | Constructor      | AUS | MAL | BRA   | SMR  | ESP | AUT  | MON | CAN | EUR   | FRA | GBR  | GER  | HUN | ITA  | USA | JPN | Puncte |
| ---- | ---------------- | --- | --- | ----- | ---- | --- | ---- | --- | --- | ----- | --- | ---- | ---- | --- | ---- | --- | --- | ------ |
| 1    | Ferrari          | 4P  | 2   | AbP R | 1P R | 1P  | 1P R | 3   | 1   | 3     | 3   | 1P R | 7    | 8   | 1P R | 1R  | 1P  | 158    |
| 1    | Ferrari          | Ab  | 6R  | Ab    | 3    | 3R  | 3    | 8   | 5   | 5     | 7   | 4    | Ab   | Ab  | 3    | Ab  | 8   | 158    |
| 2    | Williams-BMW     | 2   | 4   | 7     | 4    | 4   | 6    | 1   | 2P  | 1     | 1P  | 2    | 1P R | 3R  | 2    | 6   | 12R | 144    |
| 2    | Williams-BMW     | 8   | 12  | Ab    | 7    | 5   | Ab   | 4P  | 3   | 2     | 2R  | 9    | Ab   | 4   | 5    | Ab  | Ab  | 144    |
| 3    | McLaren-Mercedes | 1   | 1   | 2     | 2    | Ab  | 2    | 2R  | 6   | 15*   | 4   | 3    | 2    | 2   | 4    | 2P  | 2   | 142    |
| 3    | McLaren-Mercedes | 3R  | Ab  | 4     | 5    | Ab  | 5    | 7   | Ab  | AbP R | 5   | 5    | Ab   | 5   | Ab   | Ab  | 3   | 142    |
| 4    | Renault          | 5   | 3P  | 3     | 6    | 2   | 8    | 5   | 4R  | 4     | Ab  | 6    | 3    | 1P  | 8    | 4   | 5   | 88     |
| 4    | Renault          | 7   | 5   | 8     | 13   | Ab  | Ab   | 6   | Ab  | Ab    | Ab  | Ab   | 4    | 7   | Ab   | Ab  | Ab  | 88     |
| 5    | BAR-Honda        | 9   | 7   | 6     | 8    | 9   | 4    | Ab  | Ab  | 7     | 9   | 8    | 8    | 10  | 6    | Ab  | 4   | 26     |
| 5    | BAR-Honda        | 10  | NS  | Ab    | Ab   | Ab  | 12   | NS  | Ab  | Ab    | Ab  | 10   | 9    | Ab  | Ab   | Ab  | 6   | 26     |
| 6    | Sauber-Petronas  | 6   | 8   | 5     | 10   | 10  | Ab   | 11  | Ab  | 8     | 12  | 12   | 10   | 9   | 9    | 3   | 9   | 19     |
| 6    | Sauber-Petronas  | Ab  | 9   | Ab    | 11   | Ab  | NS   | Ab  | Ab  | 9     | 13  | 17   | Ab   | Ab  | 13*  | 5   | Ab  | 19     |
| 7    | Jaguar-Cosworth  | 13* | Ab  | 9*    | 14   | 7   | 7    | Ab  | 7   | 6     | 6   | 14   | 11*  | 6   | 7    | 8   | 11  | 18     |
| 7    | Jaguar-Cosworth  | Ab  | Ab  | Ab    | Ab   | Ab  | 9    | Ab  | 10* | 10    | 10  | Ab   | Ab   | Ab  | Ab   | Ab  | 13  | 18     |
| 8    | Toyota           | Ab  | 11  | 10    | 9    | 6   | 10   | 9   | 8   | Ab    | 8   | 7    | 5    | 11  | Ab   | 9   | 7   | 16     |
| 8    | Toyota           | Ab  | Ab  | Ab    | 12   | Ab  | Ab   | 13  | 11  | Ab    | 11  | 11   | 6    | Ab  | Ab   | Ab  | 10  | 16     |
| 9    | Jordan-Ford      | 12* | 10  | 1     | 15*  | 8   | 11   | 10  | Ab  | 11    | 15  | 13   | 13*  | Ab  | 10   | 7   | 14  | 13     |
| 9    | Jordan-Ford      | Ab  | Ab  | Ab    | Ab   | Ab  | Ab   | 12  | Ab  | 12    | Ab  | Ab   | Ab   | Ab  | 11   | Ab  | Ab  | 13     |
| 10   | Minardi-Cosworth | 11  | 13  | Ab    | Ab   | 11  | 13   | Ab  | 9   | 13    | 14  | 15   | 12   | 12  | 12   | 10  | 15  | 0      |
| 10   | Minardi-Cosworth | Ab  | Ab  | Ab    | Ab   | 12  | Ab   | Ab  | Ab  | 14    | 16  | 16   | Ab   | 13  | Ab   | 11  | 16  | 0      |
| Poz. | Constructor      | AUS | MAL | BRA   | SMR  | ESP | AUT  | MON | CAN | EUR   | FRA | GBR  | GER  | HUN | ITA  | USA | JPN | Puncte |

| Legendă      | Legendă                                                |
| Culoare      | Rezultat                                               |
| ------------ | ------------------------------------------------------ |
| Auriu        | Câștigător                                             |
| Argintiu     | Locul 2                                                |
| Bronz        | Locul 3                                                |
| Verde        | Alte locuri care punctează                             |
| Albastru     | Alte locuri                                            |
| Albastru     | Nu s-a clasat, dar a terminat cursa (NC)               |
| Purpuriu     | A abandonat cursa (Ab)                                 |
| Negru        | Descalificat (DSC)                                     |
| Alb          | Nu a luat startul (NS)                                 |
| Roșu         | Nu s-a calificat (NSC)                                 |
| Fără culoare | Retras înainte de calificări (Ret)                     |
| Fără culoare | Exclus (EX)                                            |
| Fără culoare | Nu a participat (celulă goală)                         |
| Adnotare     | Însemnătate                                            |
| P            | Pole position                                          |
| R            | Cel mai rapid tur                                      |
| *            | Nu a terminat, dar a parcurs mai mult de 90% din cursă |

Note:
- Pozițiile sunt sortate după cel mai bun rezultat, rândurile nefiind legate de piloți. În caz de egalitate de puncte, cele mai bune poziții obținute au determinat rezultatul.